# (1028) Lydina
(1028) Lydina es un asteroide perteneciente al cinturón exterior de asteroides descubierto el 6 de noviembre de 1923 por Vladímir Aleksándrovich Albitski desde el observatorio de Simeiz en Crimea.
Está nombrado en honor de Lydia Ilinichna Albitskaya, esposa del descubridor.